# Myrosia maculosa
Myrosia maculosa är en tvåvingeart som först beskrevs av Johann Wilhelm Meigen 1818.  Myrosia maculosa ingår i släktet Myrosia, och familjen svampmyggor. Arten är reproducerande i Sverige.